# 케이티 스티븐스
케이티 스티븐스(Katie Stevens, 1992년 12월 8일 ~ )는 미국의 배우, 가수이다.

## 출연 작품
- 폴라로이드 - 에이버리 역